# Now You're Gone (cântec)
„Now You're Gone” este un cântec compus în 2007 de cântărețul de muzică dance Basshunter în colaborare cu DJ Mental Theo's Bazzheadz. Discul single folosește partea instrumentală a piesei „Boten Anna”, un hit al artistului din anul 2006. Deși conține partea instrumentală a piesei „Boten Anna”, versurile cântecului sunt în engleză și complet diferite.

## Certificări
| Regiune                                                    | Certificări | Vânzări |
| ---------------------------------------------------------- | ----------- | ------- |
| Danemarca (IFPI Denmark)                                   | Aur         | 45,000  |
| Noua Zeelandă (RMNZ)                                       | Platină     | 15,000  |
| Regatul Unit (BPI)                                         | Platină     | 667,000 |
| xcifrele nespecificate sunt bazate pe un singur certificat |             |         |